# Yeosin-gangnim
Yeosin-gangim (hangul: 여신강림; naslov na engleskom: True Beauty) je južnokorejska televizijska serija. Glavne uloge su igrali Moon Ga-young, Cha Eun-woo, Hwang In-youp i Park Yoo-na.

## Uloge
- Moon Ga-young – Lim Ju-kyung
- Cha Eun-woo – Lee Su-ho
- Hwang In-youp – Han Seo-jun
- Park Yoo-na – Kang Su-jin

## Vanjske poveznice
- Službena stranica